# Liste der Kulturdenkmäler in Schiersfeld
In der Liste der Kulturdenkmäler in Schiersfeld sind alle Kulturdenkmäler der rheinland-pfälzischen Ortsgemeinde Schiersfeld aufgeführt. Grundlage ist die Denkmalliste des Landes Rheinland-Pfalz (Stand: 27. November 2018).

## Denkmalzonen
| Bezeichnung         | Lage         | Baujahr | Beschreibung | Bild |
| ------------------- | ------------ | ------- | --- | ---- |
| Denkmalzone Sulzhof | Sulzhof Lage | ab 1728 | malerische Baugruppe, 1321 erstmals erwähnt; Nr. 2 herrschaftliche barocke Hofanlage, bezeichnet 1728 und 1787, Backhaus bezeichnet 1907; Nr. 1 stattliche Einfirstanlage, um 1850, zwei Bruchsteinscheunen, 19. Jahrhundert | BW   |

## Einzeldenkmäler
| Bezeichnung               | Lage                    | Baujahr                | Beschreibung | Bild |
| ------------------------- | ----------------------- | ---------------------- | --- | ---- |
| Protestantischer Pfarrhof | Bismarckstraße 4/6 Lage | 1823/24                | ehemaliger protestantischer Pfarrhof; klassizistischer Walmdachbau, 1823/24, Pflanzgarten und Wiese, barocke Bruchsteinscheune mit Krüppelwalmdach, wohl aus der zweiten Hälfte des 18. Jahrhunderts; ortsbildprägend | BW   |
| Schulhaus                 | Bismarckstraße 13 Lage  | 1828                   | ehemaliges Schulhaus; eineinhalbgeschossiger klassizistischer Putzbau, bezeichnet 1828, Treppenhaus 1897; gusseiserne Ortstafel, zweite Hälfte des 19. Jahrhunderts                                                   | BW   |
| Hofanlage                 | Kirchgasse 1 Lage       | frühes 19. Jahrhundert | Streckhof, frühes 19. Jahrhundert; Wohnhaus bezeichnet 1844 (wohl Umbau), Bruchsteinscheune, Heuspeicher; bauliche Gesamtanlage                                                                                       | BW   |
| Protestantische Kirche    | Kirchgasse 2 Lage       | 1760/61                | spätbarocker Saalbau, 1760/61, Turm bezeichnet 1762, Architekt Philipp Heinrich Hellermann, Zweibrücken; mit Ausstattung, Schlimbach-Orgel von 1877                                                                   | BW   |